# 章必果
章必果（1935年3月—），男，汉族，重庆长寿人，中华人民共和国政治人物，曾任重庆市人大常委会副主任。

## 生平
1951年10月参加工作。1953年2月加入中国共产党。